# زين السعودية
شركة الاتصالات المتنقلة السعودية هي شركة سعودية متخصصة في الاتصالات والخدمات الرقمية المتكاملة التي تشمل الاتصالات، شبكة الجيل الخامس (5G)، المدفوعات الرقمية، الحوسبة السحابية، حلول إنترنت الأشياء، وخدمات الألياف الضوئية والطائرات بدون طيار، وغيرها تحت اسم العلامة التجارية "زين السعودية".
تأسست الشركة في المملكة العربية السعودية في أغسطس 2008م لتكون المشّغل الثالث لخدمة الهاتف المتنقل في المملكة  بعد حصولها على التراخيص اللازمة من هيئة الاتصالات وتقنية المعلومات سابقاً

## تاريخ الشركة
تأسّست "زين السعودية" كشركة مساهمة سعودية، بتاريخ 12 مارس 2008م. وفي أكتوبر 2016، حصلت "زين السعودية" على أمر سام من هيئة الاتصالات وتقنية المعلومات لتمديد فترة ترخيص الشركة البالغة 25 عاما فترة 15 عاما إضافيا. وفي 20 فبراير 2017م، تم منح "زين السعودية" ترخيصا موحداً لتقديم كافة خدمات الاتصالات في المملكة، بما فيها خدمات الاتصالات الثابتة. 
بدأت "زين السعودية" أعمالها التجارية في أغسطس 2008م، وذلك بعد طرح أسهمها للاكتتاب العام في فبراير 2008م. وفي سبتمبر 2011م، أصبحت  "زين السعودية" أول مشغل في الشرق الأوسط يطلق خدمات الجيل الرابع 4G/LTE تجارياً. وفي أكتوبر 2019م أطلقت "زين السعودية" ثالث أكبر شبكة للجيل الخامس (5G) في العالم، والأكبر في الشرق الأوسط وأوروبا وأفريقيا حينها.
حققت "زين السعودية" أعلى إيرادات في تاريخها عن العام 2023 بقيمة بلغت 9.9 مليار ريال، وبزيادة قدرها 8.9% عن إيرادات العام 2022 البالغة 9.1 مليار ريال.

## خدمات الشركة

### خدمات الأفراد
- الجيل الخامس (5G)
- الاتصالات المتنقلة
- الألياف الضوئية
- أجهزة الجوال
- أجهزة الانترنت الثابتة للمنازل
- التمويل المصغّر للأفراد عبر منصة "تمام"
- الباقات الرقمية المؤتمتة بالكامل عبر العلامة التجارية ياقوت
- الترفيه الرقمي بالشراكة مع Shahid, STARZPLAY, Apple، OSN
- الألعاب السحابية من خلال منصة GeForce NOW

### خدمات الأعمال
- سحابة زين
- حلول انترنت الأشياء
- حلول الاتصالات عبر الألياف الضوئية
- حلول الاتصالات عبر التقنيات اللاسلكية مثل الجيل الخامس (5G)
- بروتوكول الانترنت - الشبكة الخاصة الافتراضية IP-VPN
- الطائرات بدون طيار
- العديد من خدمات وحلول الأعمال الأخرى

## الشركات التابعة لـ "زين السعودية"
الشركات التابعة لـ "زين السعودية":
- شركة زين للمبيعات المحدودة (زين للمبيعات)
- شركة تمام للتمويل (تمام)[17]
- شركة زين المحدودة للطائرات المسيرة (زين درونز)

الشركات التي تمتلك "زين السعودية" حصصاً فيها:
- شركة لتيس الذهبية للاستثمار (لتيس الذهبية)[18][19] وفي 20 نوفمبر 2023 أعلنت "زين" أن صندوق الاستثمارات العامة السعودي استحوذ على حصتها في "لتيس الذهبية"، والبالغة 20% من رأسمال الشركة، مقابل 726 مليون ريال.[20]
- شركة PLAYHERA MENA

## البنية التحتية
في عام 2021، كانت «زين السعودية» تمتلك 8069 برجاً للاتصالات في المملكة العربية السعودية، تقدر قيمتها بمبلغ 3,026 مليون ريال سعودي (807 مليون دولار أمريكي).

## الإدارة

### مجلس الإدارة[22][23]
رئيس مجلس الإدارةː الأمير نايف بن سلطان بن محمد بن سعود، والذي عُيَّن في أكتوبر 2015م.
أعضاء مجلس الإدارة
- بدر ناصر الخرافي (نائب رئيس مجلس الإدارة)
- أسامة ميشال متّى
- سعود بن عبد الله البواردي
- كميل هلالي
- مارتيال أنطوان كاراتي
- طلال المعمري
- المهندس عبد الله بن فهد الفارس
- سعد بن إبراهيم الموسى

### المجلس التنفيذي
- الرئيس التنفيذيː المهندس سلطان بن عبد العزيز الدغيثر، والذي عُيَّن في هذا المنصب في أبريل 2018م.[27][28][29][30][31][32][8]

- المهندس سعد السدحان[8]
- مهدي خلفاوي
- المهندس عبد الرحمن المفدى
- المهندس ماهر بن محمد الفواز
- ريان التركي
- تياغو روشا دا سيلفا
- المهندس صلاح الغامدي
- مها القرناس
- لولوة النويصر
- فابريسيو مارتينيز
- عبد العزيز السبيعي
- المهندس فواز الحمود